# 希洛西七面體
[[File:Szilassi_polyhedron_3D_model.svg|thumb|link=//upload.wikimedia.org/wikipedia/commons/8/8f/Szilassi_polyhedron_3D_model.svg|每個面都是不同顏色的希洛西七面體正交投影圖。 {{nowrap|在其SVG圖像中可用拖曳旋轉以便觀察整個模型]]

每個面都是不同顏色的希洛西七面體正交投影圖。 nowrap|在其可用拖曳旋轉以便觀察整個模型

希洛西七面體是一種可以對應到拓撲环面的環形多面體。這個多面體中間有一個孔洞，由7個不等邊六邊形面組成，且每個面與其他6個面相鄰。因此，可用七種顏色來塗滿每個相鄰的面，是七色定理的下限。

## 歷史
希洛西七面體於1977年由拉約什·希洛西發現。
其對偶多面體的發現比原始立體（希洛西七面體）來的早，其對偶多面體為恰薩爾十四面體，由阿科斯·恰薩爾於1949年發現，其具有7個頂點、21條邊和14個面，且與希洛西七面體一樣皆具有環面結構。

## 性質
希洛西七面體是一個凹七面體，由7個面、21條邊和14個頂點組成:233，每個頂點都是3個面的公共頂點，並且可以分為7組。
希洛西七面體可以視為是嵌入到環面的希伍德圖，反之，希伍德圖為希洛西七面體的骨架圖。

### 表面塗色與對稱性
希洛西七面體每個面都與其餘6個面相鄰，因此若需要將這個立體上色且相鄰面皆不同顏色需要7種顏色，因此這個立體也給出了七色定理的下限。這個立體有1個180度的對稱軸。

### 面的組成
在組成希洛西七面體的面中，有三對全等的凹六邊形面和一個不成對的凸六邊形面，同時這個凸六邊形的面與整個立體的旋轉對稱性相同。
| 成對的面   | 成對的面 | 成對的面 |
| ---------- | -------- | -------- |
|            |          |          |
| 不成對的面 |          |          |
|            |          |          |

### 頂點座標
若希洛西七面體的最短邊長為單位長，且幾何中心位於原點時，此時14頂點座標分別為：

(±12,0,12)、(0,±12.6,-12)、(2,-5,-8)、(-2,5,-8)、(3.75,3.75,-3)、(-3.75,-3.75,-3)、(4.5,-2.5,2)、(-4.5,2.5,2)、(±7,0,2)、(7,2.5,2)、(-7,-2.5,2)。
其中，有正負號者代表兩個頂點。在這樣的頂點配置下，希洛西七面體21條邊中共有12個不同的邊長，分別為：{\displaystyle {\frac {5}{2}}}（2條）、{\displaystyle {\frac {5{\sqrt {2}}}{2}}}（2條）、{\displaystyle {\frac {3{\sqrt {106}}}{4}}}（2條）、{\displaystyle {\frac {18{\sqrt {6}}}{5}}}（2條）、{\displaystyle {\frac {\sqrt {1514}}{4}}}（2條）、{\displaystyle {\frac {15{\sqrt {2}}}{2}}}、{\displaystyle {\frac {5{\sqrt {21}}}{2}}}（2條）、{\displaystyle {\frac {23}{2}}}（2條）、{\displaystyle {\frac {7{\sqrt {206}}}{5}}}（2條）、{\displaystyle 5{\sqrt {21}}}（2條）、{\displaystyle 24}和{\displaystyle {\frac {126}{5}}}。

### 完全面鄰接關係
希洛西七面體和四面體是已知兩種每個面都與其他面相鄰的非退化多面體。若一個f個面的多面體嵌入到有h個孔洞的環面上，且每個面都與其他面相鄰，則其部分的歐拉特徵數會具有以下關係：
{\displaystyle h={\frac {(f-4)(f-3)}{12}}}
對於零個孔、四個面（h=0、f=4）的四面體和1個孔、7個面（h=1、f=7）的希洛西七面體都滿足這個方程。 下一個可能的整數解是6個孔、12個面（h=6、f=12）具有44個頂點和66個條邊的多面體。然而目前並不知道是否存在實體的多面體滿足這個特性，而非僅能以抽象多面體的方式存在。更一般地，當f除以12餘0、3、4或7時，都能滿足上述等式。

## 外部連結
- Szilassi Polyhedron （页面存档备份，存于） - Papercraft model at CutOutFoldUp.com （页面存档备份，存于）